# Barrio Centro (Córdoba)
El barrio Centro (coloquialmente el centro) de la ciudad de Córdoba (Argentina) es el más antiguo e histórico de dicha ciudad. Su origen se remonta a 1577, 4 años después de la fundación de Córdoba, cuando Lorenzo Suárez de Figueroa realizó un mapa de 170 manzanas en el que se detallaban futuros edificios, muchos de los cuales aún hoy se conservan.
Actualmente es uno de los más importantes. En él se encuentran la mayoría de las edificaciones históricas incluyendo la Manzana Jesuítica. Comercial y turísticamente también es una de las principales zonas de la ciudad.

## Geografía

Mapa del crecimiento del área urbanizada entre 1573 y 2007:
1573 Planta fundacional
1927
1940
1965
2000
2007

Este barrio se encuentra en el centro geográfico de Córdoba. Su punto central es la Plaza San Martín (31°25′S 64°11′O). Sus límites se encuentran al norte hasta el Río Suquía, al sur los barrios Nueva Córdoba y Güemes, al este barrio General Paz y al oeste barrio Alberdi.

### Calles
Las calles que lo cruzan tienen dos nombres. Deán Funes, que corre de oeste a este, divide todas las perpendiculares a esta. Por ejemplo la calle Rivera Indarte luego de su intersección con Deán Funes pasa a llamarse Obispo Trejo, comenzando la numeración desde cero.
En sentido norte a sur ocurre lo mismo, en este caso la referencia es San Martín. Por ejemplo 25 de Mayo pasa a llamarse 9 de Julio, comenzando la numeración desde cero. Es importante aclarar que ambas calles de referencia son obviamente perpendiculares, así Deán Funes pasa a llamarse Rosario de Santa Fe, mientras que San Martín pasa a llamarse Independencia. Córdoba tiene, a su vez, 26 cuadras de calles céntricas convertidas en peatonales.

## Historia

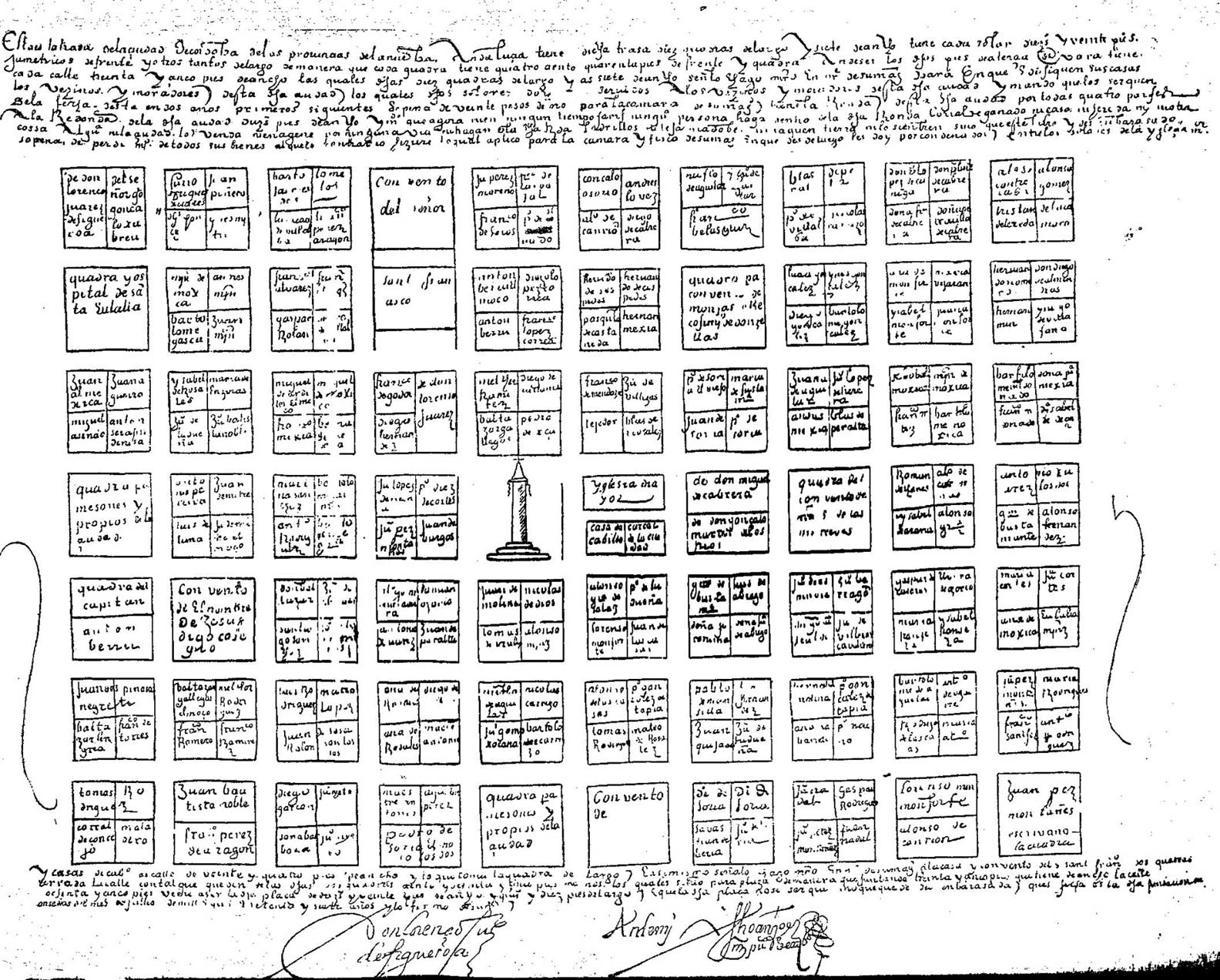
Primer trazado de la ciudad (1577), por don Lorenzo Suárez de Figueroa. Actualmente esta parte de la ciudad es conocida como Casco Histórico.

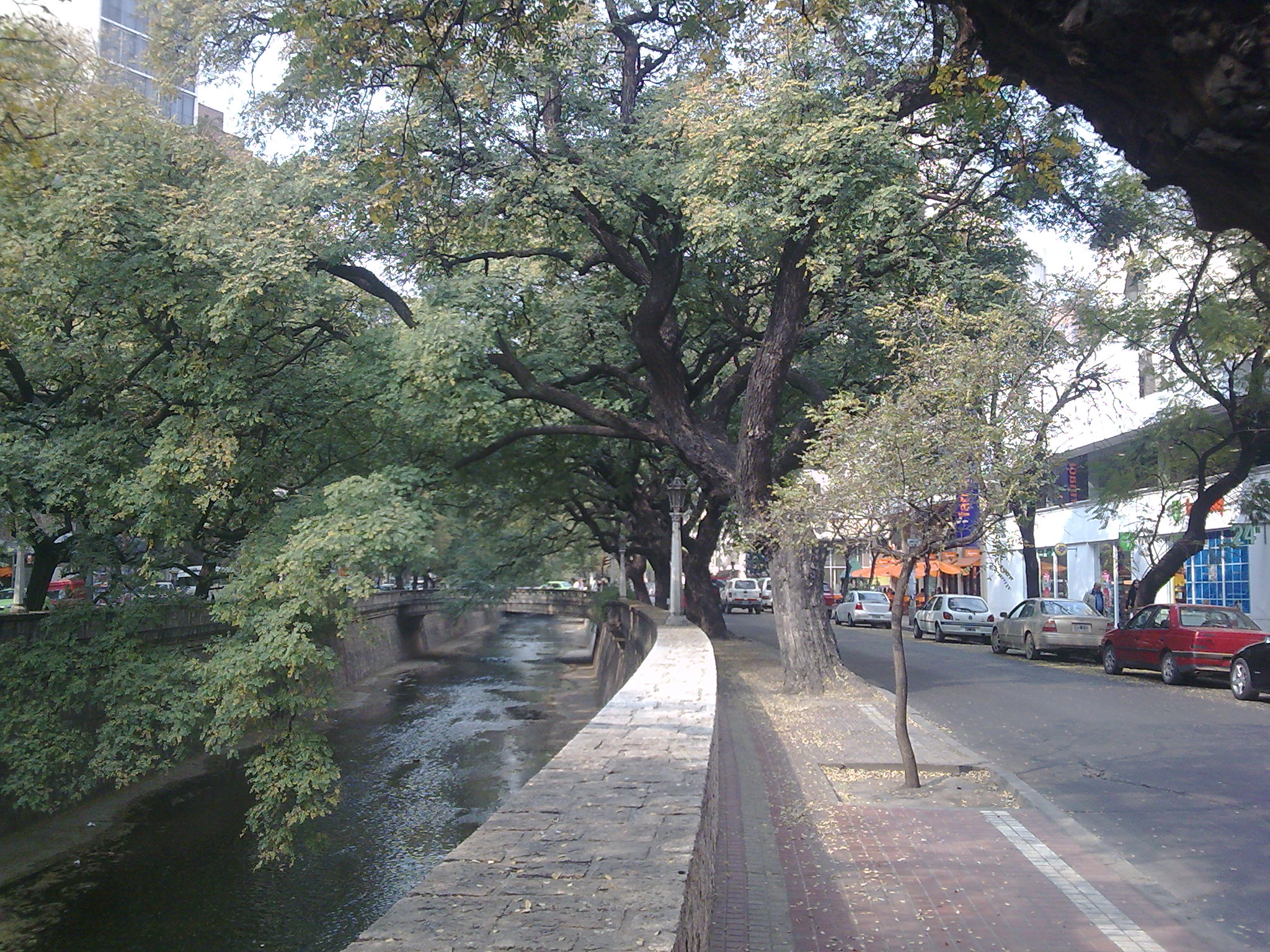
La Cañada, uno de los íconos de la ciudad, cruza el centro.

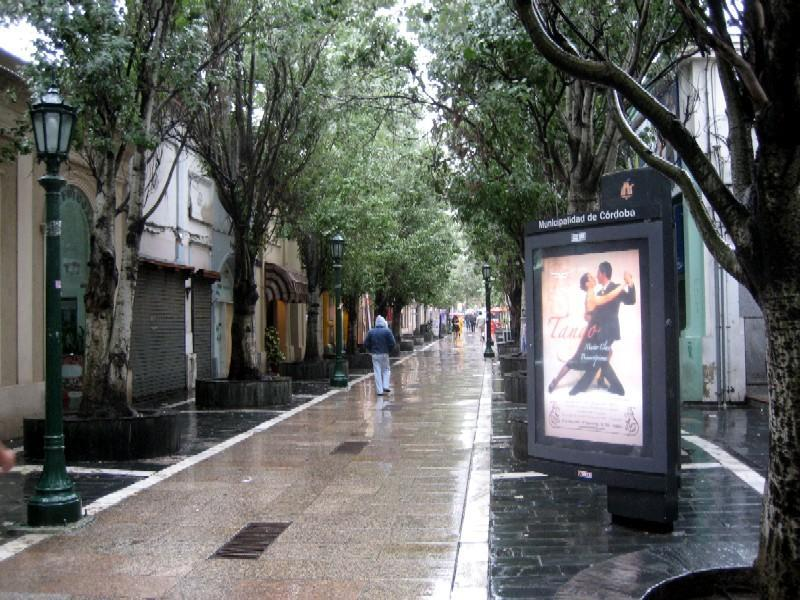
Un domingo lluvioso en la peatonal de la calle Obispo Trejo.

La ciudad de Córdoba había sido fundada (en 1573) en la margen norte del Río Suquía (San Juan en aquel entonces) en el paraje Quisquisacate, llamado así por los indios a la confluencia de dos ríos, en lo que hoy son las barrancas del barrio Yapeyú, al noreste del actual barrio Centro.
Según datos del Archivo Histórico, después de 4 años de fundada la ciudad, en 1577, las autoridades, una vez retirados los aborígenes, resolvieron el traslado de Córdoba a la margen sur del río Suquía. Esta es la actual ubicación. El Teniente Gobernador don Lorenzo Suárez de Figueroa trazó el primer plano de la ciudad, de 170 manzanas. El documento da cuenta de una ciudad con 10 cuadras de largo y siete de ancho.
Aquel mapa es la planta fundacional de la ciudad y actualmente forma parte del barrio, que es más extenso que dichas 70 manzanas.
Este barrio fue siempre el punto álgido de la vida política y cultural de Córdoba. Ya entrado el siglo XX, las nuevas urbanizaciones como Cerro de las Rosas o Nueva Córdoba lo fueron descentralizando paulatinamente debido a que cada sector de la ciudad fue tomando autonomía (vida) propia.
Actualmente sigue siendo el más turístico debido a que conserva la mayor cantidad de edificios de la época jesuítica, colonial y de principios del siglo XX. Entre 2008 y 2011 el gobierno provincial ha puesto nuevamente en valor a estos edificios.
Comercialmente, si bien es el más importante, ya no es único en la ciudad como sí lo era a comienzos del siglo XX.